# Savisalo (ö, lat 61,48, long 27,31)
Savisalo är en ö i Finland. Den ligger i sjön Saimen och i kommunen Sankt Michel i den ekonomiska regionen  S:t Michel och landskapet Södra Savolax, i den södra delen av landet, 190 km nordost om huvudstaden Helsingfors. Öns area är 43,8 hektar och dess största längd är 0,8 kilometer i öst-västlig riktning.